# Arnolds Park (Iowa)
Arnolds Park – miasto w Stanach Zjednoczonych, w stanie Iowa, w hrabstwie Dickinson.

## Demografia
W 2000 liczyło 1162 mieszkańców. W 2023 liczba mieszkańców nieznacznie wzrosła do 1185 osób, a gęstość zaludnienia przekroczyła 348 osób/km².